# Refinería de petróleo de Mazyr
La refinería de petróleo de Mazyr (del ruso: Мозырский нефтеперерабатывающий завод); en bielorruso: Мазырскі нафтаперапрацоўчы завод) es una de las dos refinerías de petróleo en la República de Bielorrusia, localizada en la ciudad de Mazyr, la cual se encarga de refinar petróleo venezolano. Ésta puede procesar entre 7000 y 8000 toneladas de petróleo diariamente.

## Historia
El 30 de enero de 1975, en la refinería de petróleo de Mazyr se inauguró, En los años 1991-1994, la refinería de Mazyr redujo la refinación de petróleo en casi 4 veces. En 1994, la planta se transformó en una sociedad anónima abierta. El 30 de enero de 2004, se puso en funcionamiento una unidad combinada de craqueo catalítico, que aumentó la profundidad de refinación de petróleo y la selección de productos de petróleo ligero, En 2006 se construyó una unidad para la extracción de concentrado de benceno y una planta para la destilación extractiva de benceno. Esto redujo la cantidad de benceno en la gasolina de alto octanaje de acuerdo con la norma europea EN 228 y permitió obtener benceno de petróleo para el suministro como materia prima para la industria petroquímica. En 2008 se puso en marcha una compleja planta de alquilación de fluoruro de hidrógeno. Como resultado, se obtuvo un alquilato, que sirve como aditivo de alto octanaje para la gasolina. En 2010 se añadió a la refinería de Mazyr una unidad de desulfuración catalítica de agua de gasolina craqueada, que redujo el contenido de azufre de la gasolina de alto octanaje de acuerdo con la norma europea EN 228:2008. En mayo y junio de 2010, la refinería de Mazyr recibió suministros de prueba de 80.000 toneladas de petróleo de Venezuela a través del puerto del Mar Negro en Odessa (Ucrania). En diciembre de 2012 se construyó una planta de isomerización de la fracción pentano-hexano, destinada a producir isomerizado, que es un componente ecológico de alto octanaje de la gasolina. Esto permitió obtener gasolina de clase ambiental 5 AI-92-K5-Euro según STB 1656-2011 y según la norma EN 228.
En 2012, la empresa JSC "Refinería" envió hasta el 65% de sus productos al extranjero. Más de la mitad de los productos se enviaron a los países de Europa occidental (Países Bajos e Inglaterra) y del norte (Suecia y Dinamarca). Un tercio de las exportaciones se dirigió a Ucrania, donde se suministraron principalmente combustible diésel y gasolina. En 2013, la empresa contaba con 4.720 empleados, de los cuales el 69% eran obreros, el 17% eran especialistas, el 10% eran directivos y el 4% eran empleados. El 25% de los empleados eran jóvenes. La edad media de los empleados era de 39 años.
En abril de 2019, a través del oleoducto Druzhba, entró en la planta petróleo un contenido de ácido clorhídrico significativamente superior al normal procedente de Rusia. Según estimaciones preliminares, los equipos de la planta sufrieron daños por valor de 100 millones de dólares, lo que provocó la parálisis de la planta.
En octubre de 2022, Ucrania impuso sanciones a la refinería.